# Aniak River
Der Aniak River ist ein 210 Kilometer langer linker Nebenfluss des Kuskokwim River im südwestlichen Interior des US-Bundesstaats Alaska.

## Flusslauf
Der Aniak River entspringt in den Wood River Mountains nördlich des Wood-Tikchik State Parks auf einer Höhe von 800 m. Er fließt nordwärts bis zur Mündung in den Kuskokwim River bei Aniak. Er bildet auf einem Großteil seines Flusslaufs einen verflochtenen Fluss, mit zahlreichen Flussverzweigungen und -armen.